# Chùa Ninna

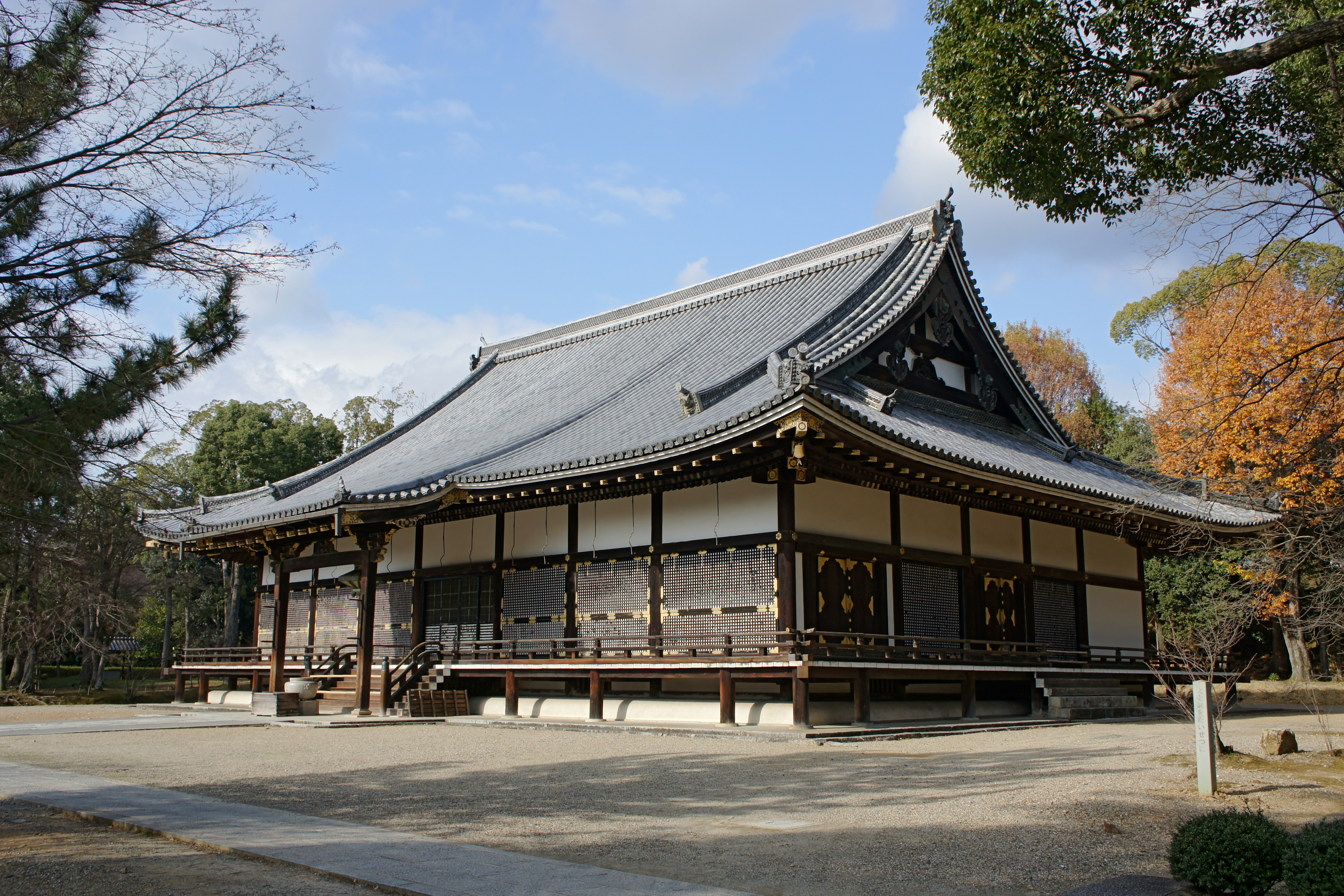
Kim đường (金堂)- kiến trúc chính của chùa Ninna

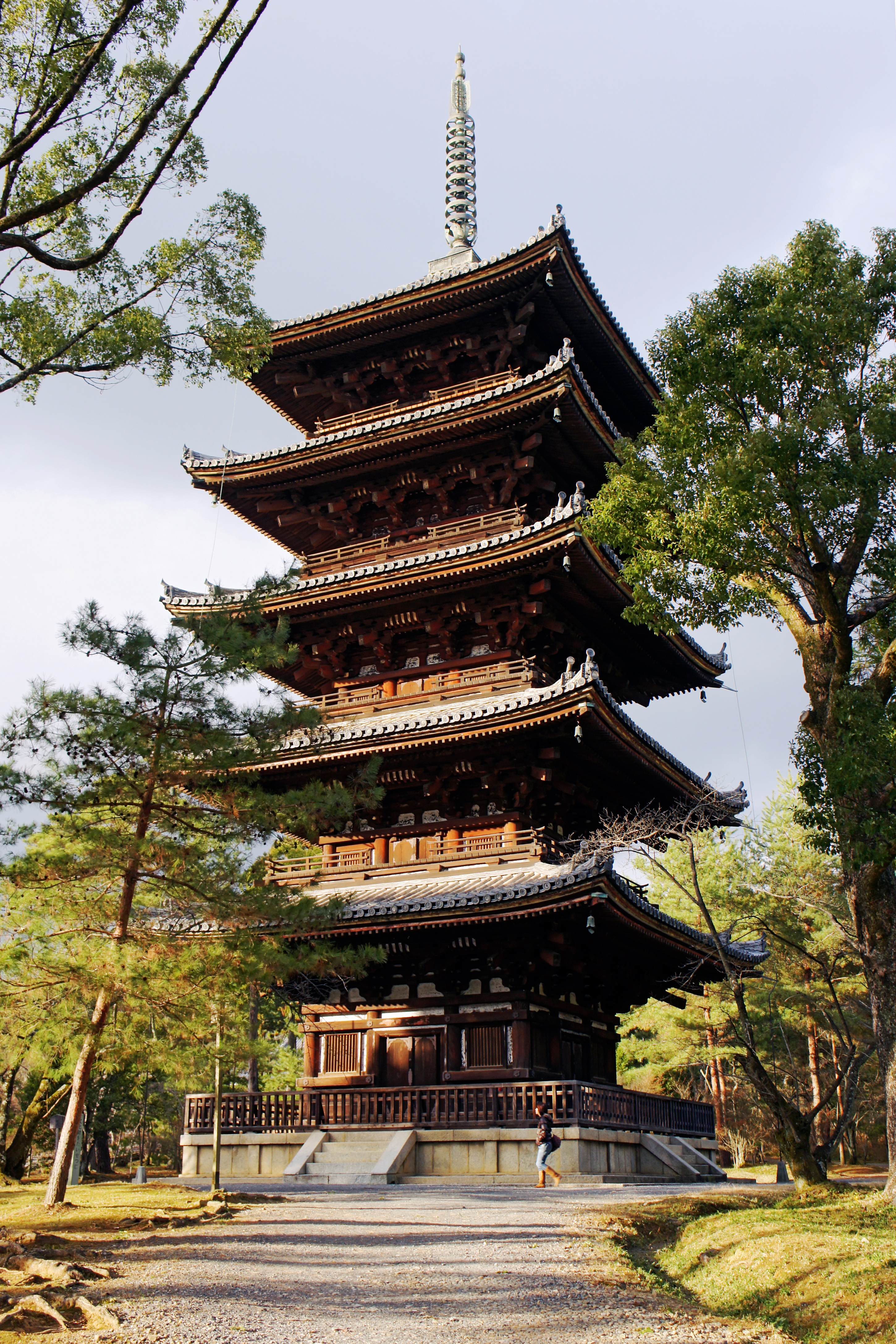
Tháp năm tầng trong chùa Ninna

Chùa Ninna (tiếng Nhật: 仁和寺 Ninnaji; Hán-Việt:Nhân Hòa Tự) là đại bản doanh của phái Omura, Chân ngôn tông ở phía Đông thành phố Kyoto, Nhật Bản. Chùa thờ Như Lai A-di-đà. Đây là một bộ phận của Di sản văn hóa cổ đô Kyoto - một di sản thế giới được UNESCO công nhận.

## Lịch sử
Chùa được khởi công từ năm 886 bởi Nhật hoàng Koko. Tuy nhiên, khi Nhật hoàng Koko mất, chùa vẫn chưa được xây xong. Chùa được Nhật hoàng Uda xây tiếp và hoàn thành vào năm 888. Tên chùa "Ninna (Nhân Hòa)" là lấy theo niên hiệu của thời đại mà Nhật hoàng Uda trị vì.
Giữa thế kỷ 15, thời Loạn Onin, chùa đã bị thiêu trụi. Phần lớn các tòa còn lại ngày nay có niên hiệu từ thế kỷ 17 do Shogun Tokugawa Iemitsu xây lại và xây thêm gồm cả một ngôi tháp 5 tầng và một vườn trồng cây sơ-ri thấp.
Từ năm 888 đến 1869, theo truyền thống, các hoàng đế gửi con trai vào chùa làm sư trụ trì khi có chỗ khuyết vị trí đó.

## Cảnh quan
Ngôi chùa có các bức tường sơn vẽ màu xanh lá cây đẹp và một khu vườn có tường bao quanh. Phía sau ngôi chùa là một phiên bản thu nhỏ của renowned 88-temple walk in Shikoku.